# PHF16
La proteína Jade-3 es una proteína que en humanos está codificada por el gen PHF16.
Este gen es parte de un grupo de genes en el cromosoma Xp11.23. La proteína codificada contiene un motivo de dedo de zinc que a menudo se encuentra en reguladores transcripcionales, sin embargo, se desconoce su función exacta. El empalme alternativo da como resultado múltiples variantes de transcripción que codifican la misma proteína.